# Zeidane Inoussa
Zeidane Inoussa, född 13 maj 2002 är en svensk fotbollsspelare (anfallare) som spelar för BK Häcken i Allsvenskan.

## Klubblagskarriär
Zeidane Inoussa fick sin fotbollsfostran i IF Brommapojkarna. Som 17-åring valde han att lämna klubben för att bli ungdomsproffs i franska Caen. Efter att ha representerat klubbens ungdoms- och reservlag fick Inoussa A-lagsdebutera i Ligue 2 den 12 september 2020, då Caen besegrade Rodez med 3-0. Senare samma säsong fick han också chansen i franska cupen, när Caen förlorade med 0-1 mot Paris Saint-Germain. Efter att ha gjort fyra matcher under debutsäsongen tecknade Inoussa sommaren 2021 på sitt första A-lagskontrakt, vilket sträckte sig tre år framåt.
Då speltiden fortsatt var knapp under den andra seniorsäsongen lånades Inoussa i januari 2022 ut till Real Murcia i den spanska fjärdedivisionen. Efter en framgångsrik lånesejour, vilken kröntes med en uppflyttning till tredjedivisionen, förlängdes lånet även över säsongen 2022/2023. Då höstsäsongen främst präglades av inhopp bröts låneavtalet i januari 2023 och Inoussa lånades istället ut till Valencia B, även de hemmahörande i fjärdedivisonen.
I juli 2023 lämnade Zeidane Inoussa Caen permanent och återvände istället hem till Sverige och IF Brommapojkarna. Den 19 augusti 2023 debuterade Inoussa i Allsvenskan, då hans BP besegrade bottenkonkurrenten Halmstads BK med 3-1. I den efterföljande omgången gjorde Inoussa både sitt första mål och sin första assist när BP förlorade med 2-3 mot Kalmar FF. Trots en framgångsrik höst - med fem mål på tio matcher – tvingades Inoussas IF Brommapojkarna kvala sig kvar i Allsvenskan. I kvalet körde de över Utsiktens BK med 7-0 över två matcher och behöll därmed sin allsvenska plats.
I februari 2024 värvades Inoussa av BK Häcken, där han skrev på ett fyraårskontrakt. Inoussas övergång blev ett nytt transferrekord mellan två svenska klubbar.

## Landslagskarriär
Zeidane Inoussa har representerat Sveriges U19- och U17-landslag. Förutom Sverige har han även möjlighet att representera Benin.
Han debuterade i "Blågult" i en fyrnationsturnering som Future Team-landslaget – laget för spelare som är sena i sin fysiska utveckling – deltog i våren 2018. Det första framträdandet kom i P16-landslagets 0-3-förlust mot Belgien den 17 april 2018. Efter att ha stått utanför landslaget i tre års tid fick Inoussa göra sin första U19-landskamp den 7 oktober 2021, då P20-landslaget förlorade med 0-1 mot Rumänien. Senare under hösten fick han även plats till P20-landslagets andra samling för året.

## Statistik
| Klubb              | Säsong             | Liga                          | Liga    | Liga | Nationell cup | Nationell cup | Internationell cup | Internationell cup | Övrigt  | Övrigt | Totalt  | Totalt |
| Klubb              | Säsong             | Division                      | Matcher | Mål  | Matcher       | Mål           | Matcher            | Mål                | Matcher | Mål    | Matcher | Mål    |
| ------------------ | ------------------ | ----------------------------- | ------- | ---- | ------------- | ------------- | ------------------ | ------------------ | ------- | ------ | ------- | ------ |
| Caen               | 2020/2021          | Ligue 2                       | 3       | 0    | 1             | 0             | -                  | -                  | -       | -      | 4       | 0      |
| Caen               | 2021/2022          | Ligue 2                       | 4       | 0    | 0             | 0             | -                  | -                  | -       | -      | 4       | 0      |
| Totalt             | Totalt             |                               | 7       | 0    | 1             | 0             | 0                  | 0                  | 0       | 0      | 8       | 0      |
| Real Murcia (lån)  | 2021/2022          | Segunda Federación Group V    | 11      | 4    | 0             | 0             | -                  | -                  | 1       | 0      | 12      | 4      |
| Real Murcia (lån)  | 2022/2023          | Primera Federación Group II   | 16      | 0    | 1             | 0             | -                  | -                  | -       | -      | 17      | 0      |
| Totalt             | Totalt             |                               | 27      | 4    | 1             | 0             | 0                  | 0                  | 1       | 0      | 29      | 4      |
| Valencia B (lån)   | 2022/2023          | Segunda Federación Group IIII | 14      | 2    | 0             | 0             | -                  | -                  | 2       | 0      | 16      | 2      |
| IF Brommapojkarna  | 2023               | Allsvenskan                   | 10      | 5    | 1             | 1             | -                  | -                  | 2       | 0      | 13      | 6      |
| Totalt i karriären | Totalt i karriären | Totalt i karriären            | 26      | 14   | 1             | 0             | 0                  | 0                  | 0       | 0      | 27      | 14     |